# Anna Branzell
Anna Lous Branzell, född Mohr 30 mars 1895, död 19 juli 1983, var en norsk-svensk arkitekt. Hon blev 1919 den första kvinna som tog examen vid Kungliga Tekniska högskolan (KTH), tillika första kvinna som tog arkitektexamen i Sverige. Hon var född i Norge som Anna Mohr och skrivs ibland även Anna Mohr Branzell.

## Biografi

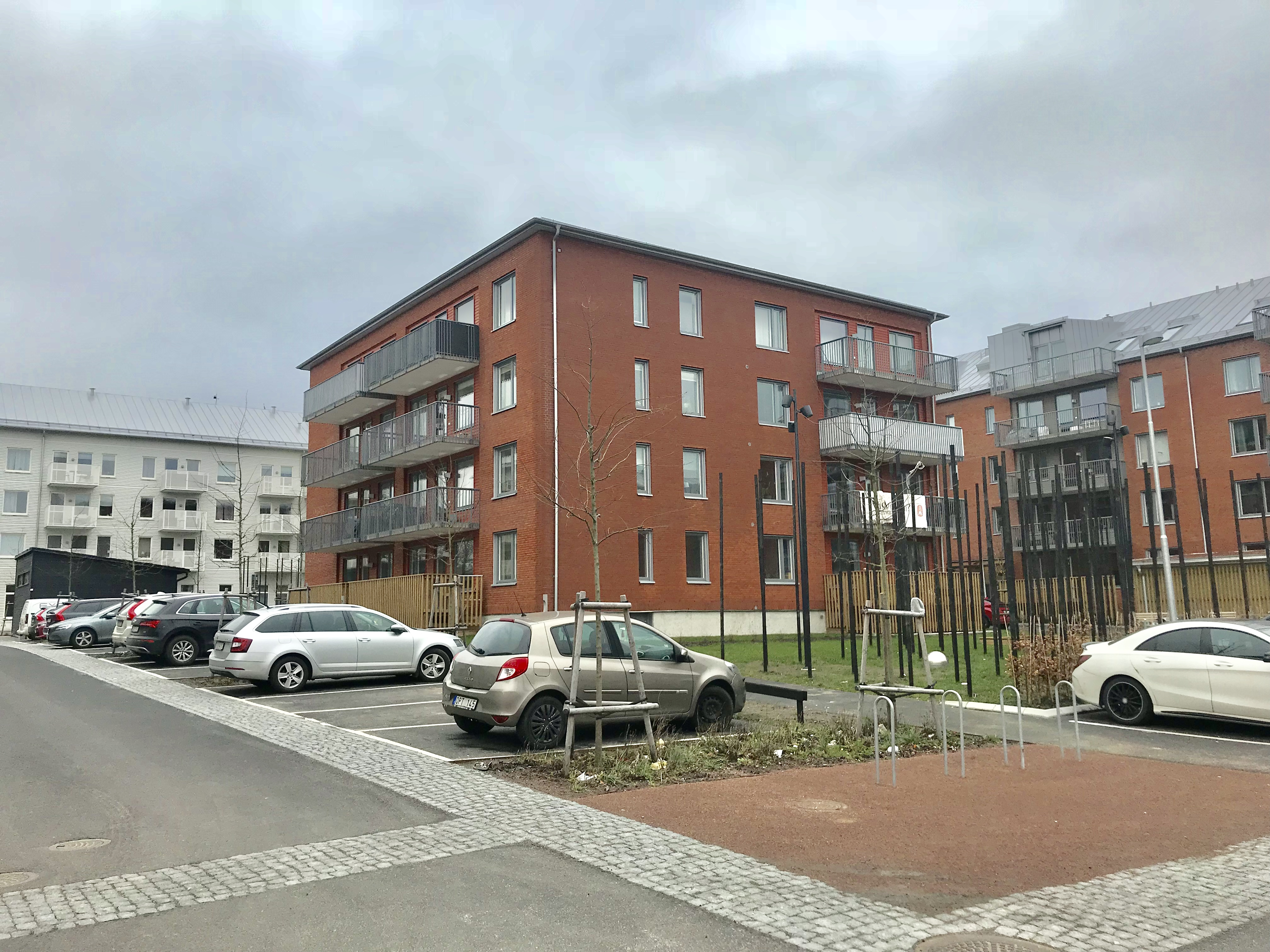
Anna Branzells Gata i Kviberg, Göteborg, 2020.

När Anna Mohr påbörjade sina studier vid KTH angav KTH:s stadgar fortfarande att utbildningen endast var öppen för ”unga män”, vilket innebar att kvinnor endast kunde antas efter beviljad dispens. Den första som beviljades dispens var  Agnes Magnell 1897. Magnell studerade också arkitektur, men hon kom aldrig att ta examen, och därför blev Anna Mohr först med detta 1919. (KTH:s stadgar tillät kvinnor som ordinarie studerande från 1921, och den första av dessa blev Brita Snellman, som tog arkitektexamen 1924.)
Hon gjorde sin praktik hos Gunnar Asplund och Sigurd Lewerentz, och medverkade 1917–1918 i framtagandet av boken Svenska trädgårdskonsten om landskapsarkitektur, som gavs ut 1930.
Anna Branzell var gift med Sten Branzell, som var stadsplanearkitekt respektive stadsarkitekt i Göteborg 1926–1957. Hennes son Arne Branzell var även han arkitekt i Göteborg. Hon svarade för om- och tillbyggnad av stiftelsen Barnavärns landshövdingehus vid Uddevallagatan 14 i Bagaregården, Göteborg. Bland Anna Branzells övriga arkitektuppdrag finns Carl Olssons trädgård, privatvillor i Oslo. Anna och Sten Branzell utförde även uppdrag tillsammans, bland annat ett tävlingsförslag till Kvibergs kyrkogård. Åren 1943–1960 arbetade hon på Göteborgs stadsplanekontor.
Hon är begravd på Kvibergs kyrkogård i Göteborg. Flera ritningar av Anna Branzell finns bevarade på Regionarkivet i Göteborg samt på ArkDes i Stockholm.
En gata i Göteborg, Anna Branzells gata, har fått sitt namn efter henne.